# La Charité Basket 58
La Charité Basket 58 es un club de baloncesto francés fundado en 1920 que tiene su sede en la localidad de La Charité-sur-Loire, en el departamento de Nièvre en Borgoña, y juega en la actualidad en la Nationale Masculine 2, la cuarta división del baloncesto francés. Disputa sus partidos como local en el Centre Sportif Georges Picq, con capacidad para 690 espectadores.

## Historia
El club se fundó en 1920 con la denominación Union Sportive Charitoise, y constó desde un primer momento con tres secciones: fútbol, atletismo y baloncesto. Pero no fue hasta bien entrado el siglo XXI cuando accedió a las competiciones nacionales. Tras varios años en la NM3, el quinto nivel del baloncesto galo, en 2011 se proclaman subcampeones, ascendiendo a NM2. Seis años más tarde, en la temporada 2016-17 consiguen el campeonato, logrando el ascenso a la NM1, categoría en la que compiten en la actualidad. Tras dos buenas temporadas, La Charité solicitó el descenso a National Masculine 2.

## Trayectoria
| Temporada | Nivel | Liga | Pos. | Balance | PL | Resultado       |
| --------- | ----- | ---- | ---- | ------- | -- | --------------- |
| 2011-12   | 4     | NM2  | 9    | 13-13   |    |                 |
| 2012-13   | 4     | NM2  | 11   | 11-15   |    |                 |
| 2013-14   | 4     | NM2  | 5    | 16-10   |    |                 |
| 2014-15   | 4     | NM2  | 3    | 15-6    |    |                 |
| 2015-16   | 4     | NM2  | 2    | 19-7    |    |                 |
| 2016-17   | 4     | NM2  | 1    | 18-4    |    | Ascenso campeón |
| 2017-18   | 3     | NM1  | 11   | 16-18   |    |                 |
| 2018-19   | 3     | NM1  | 10   | 17-25   |    |                 |
| 2019-20   | 3     | NM1  | 6    | 14-12   |    | Descenso        |
| 2020-21   | 4     | NM2  | 7    | 2-4     |    |                 |
| 2021-22   | 4     | NM2  | 12   | 9-17    |    |                 |

fonte:eurobasket.com